# Радмила Томић
Радмила Томић (Обреновац, 31. октобар 1960) српски је писац за децу из Обреновца.

## Биографија
Радмила Томић, писац за децу, рођена је 31. октобра 1960. године у Обреновцу. Детињство је провела у селу Звечка, које и данас често посећује. Завршила је Гимназију у Обреновцу, а потом Педагошку академију за васпитаче у Београду. Уређивала је и водила емисију за децу Чуперак, на радио Обреновцу. Као уредник, радила је и у Књижевном клубу Обреновац, у чијим су издањима објављиване њене драме, приче и песме. Књиге које је писала преведене су на енглески, руски, русински и украјински језик.
Ради као васпитач у ПУ Перка Вићентијевић у Обреновцу. Удата је и има двојицу синова.

## Објављене књиге
Урађена је биобиблиографија 2003. године.
- Понекад сањам, приче и песме, 1994.
- Филипинина фиока, приче, 1997.
- Ципелина Пепељуга, бајка, 1998.
- Срце се не важи, роман за тинејџере, 2000.
- Велика светла мале вароши, сликовница, 2004.
- The Bright Lights of a Small Town, 2004.

## Велика светла мале вароши
За књигу Велика светла мале вароши, Радмила Томић добила је другу награду жирија дечје критике Доситеја, 2005. године. Ова књига преведена је на енглески језик.

## Дела објављена у алманахуПалежКњижевног клуба Обреновац
Библиографија књижевног алманаха Палеж, објављена 2010/11.
- Life patterns, 2002.
- Пост фестум или Огледало, 2001.
- Близнакиње, 2004.
- Девојчица и лептир, 2006.
- Љубав су и три празника, 2003.
- Не дам ником ништа, 2010.
- Песма о млађој сестри, 2010.
- Писмо мајци, 2001.
- Прича за Ружицу, 2010.
- Прича из парка, 2006.
- Родина бандера, 2005.
- Срећа, 2002.
- Учитељ не зна слова, 2010.
- Чаробни брег, 2010.
- Чубрина школа, 2005.